# Robert Tillmanns
Robert Tillmanns (Barmen, 5 de abril de 1896 – Berlim, 12 de novembro de 1955) foi um político alemão.

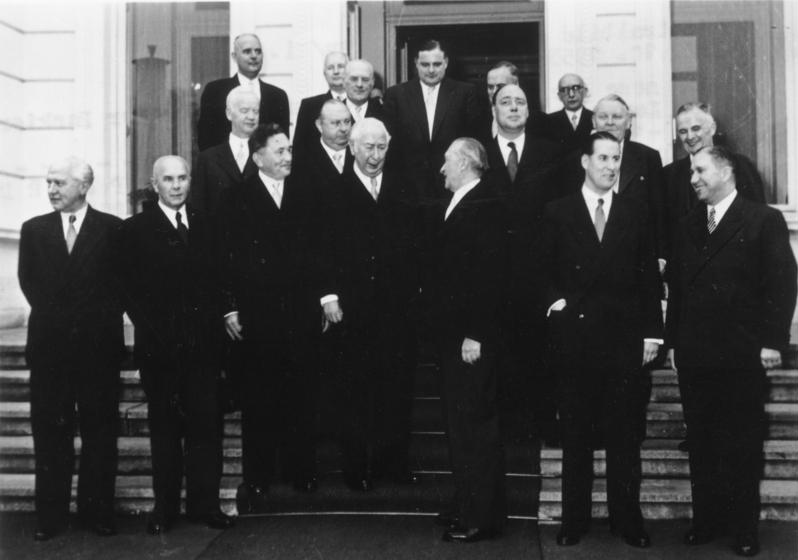
Gabinete Adenauer II 1953: Robert Tillmanns (fila do meio, extremidade direita)

Após as eleições de 1953 foi indicado em 20 de outubro Ministro Federal para Assuntos Especiais no governo federal liderado pelo chanceler Konrad Adenauer. Foi um dos poucos ministros federais da Alemanha a morrer durante o exercício do cargo.